# Vertrag von Rarotonga
| Vertrag (von)                                                                         | Region                | Unterzeichner/ Ratifikation | Jahr Unterzeichnung/ in Kraft |
| ------------------------------------------------------------------------------------- | --------------------- | --------------------------- | ----------------------------- |
| Antarktisvertrag                                                                      | Antarktis             | 45/45                       | 1959/1961                     |
| Tlatelolco                                                                            | Lateinamerika/Karibik | 33/33                       | 1967/1968                     |
| Rarotonga                                                                             | Südpazifik            | 13/13                       | 1985/1986                     |
| Zwei-plus-Vier-Vertrag                                                                | ehem. DDR und Berlin  | 6/5*                        | 1990/1991                     |
| Atomwaffenfreie Zone Mongolei                                                         | Mongolei              | 1/1                         | 1992/2000                     |
| Bangkok                                                                               | Südostasien           | 10/10                       | 1995/1997                     |
| Pelindaba                                                                             | Afrika                | 53(54)/40                   | 1996/2009                     |
| Semei                                                                                 | Zentralasien          | 5/5                         | 2006/2009                     |
| * von allen noch existenten Vertragsparteien ratifiziert (die DDR bestand nicht mehr) |                       |                             |                               |

Staaten die den Vertrag von Rarotonga ratifiziert haben

Der Vertrag von Rarotonga (englisch South Pacific Nuclear Free Zone Treaty, SPNFZT) ist ein völkerrechtlicher Vertrag, der das Testen, das Stationieren, den Besitz sowie die Herstellung von Kernwaffen im Südpazifik verbietet. Außerdem untersagt er das Lagern von atomaren Abfällen in den Gewässern der Region. Er wurde am 6. August 1985 von acht Mitgliedstaaten des South Pacific Forum auf Rarotonga unterzeichnet und trat am 11. Dezember 1986 in Kraft. Mittlerweile sind – mit Ausnahme der Föderierten Staaten von Mikronesien, der Marshallinseln und Palaus – auch die übrigen Mitgliedstaaten des Forums Vertragsparteien.
Der Vertragstext wird ergänzt von drei Protokollen, die die Wirkungen des Vertrags auf regionsfremde Staaten erstrecken sollen:
- Protokoll I verpflichtet die unterzeichnenden Staaten, welche Territorien in der betroffenen Region haben, die im Vertragstext genannten Verbote in ihren Gebieten anzuwenden und durchzusetzen.
- Protokoll II verpflichtet die fünf offiziellen Atommächte, jegliche Androhung oder Durchführung von Nuklearexplosionen gegen die Unterzeichnerstaaten des Vertrags zu unterlassen.
- Protokoll III verpflichtet diese Staaten, keinerlei Atomwaffentests auf dem Gelände eines der Unterzeichnerstaaten des Vertrags durchzuführen.

Die Sowjetunion und die Volksrepublik China unterzeichneten die Protokolle II und III in den Jahren 1986 bzw. 1987; für beide Staaten traten sie im Jahr 1988 in Kraft. Da beide Staaten keine Territorien in der Region haben, kommt das Protokoll I für sie nicht in Betracht. Am 25. März 1996 unterzeichneten auch die USA, Frankreich und das Vereinigte Königreich die Protokolle II und III sowie zusätzlich das Protokoll I. Für die beiden letztgenannten Staaten traten sie noch im selben Jahr bzw. im Folgejahr in Kraft. Die USA beließen es bislang bei ihrer Unterschrift, sodass die Protokolle für sie keine Geltung entfalten; im Mai 2011 gab die US-Regierung jedoch bekannt, die Protokolle nunmehr auch ratifizieren zu wollen.